# Anvis
Anvis este o companie germană producătoare de componente auto.
Firma produce componente auto în mai multe țări, fiind specializată în sisteme folosite pentru a izola piesele auto care vibrează.
Compania are vânzări anuale de peste 300 de milioane de euro, iar printre clienți se află VW, BMW, Mercedes, Renault-Nissan, Audi, Porsche, MAN.
În anul 2013, Anvis a fost preluată integral de Tokai Rubber Industries, companie japoneză cu același domeniu de activitate.

## Anvis în România
Anvis ROM și-a început operațiunile din România în 2003 iar în 2014 deținea două fabrici în Satu Mare.
Număr de angajați în 2014: 202 
Cifra de afaceri:
- 2013: 32 milioane euro [1]